# Nematus holmgreni
Nematus holmgreni är en stekelart som först beskrevs av Lindqvist 1968.  Nematus holmgreni ingår i släktet Nematus, och familjen bladsteklar. Arten är reproducerande i Sverige.